# Соходол
Соходол (на албански: Sohodoll или Sohodolli) е село в Албания, част от община Дебър, административна област Дебър.

## География
Селото е разположено в историкогеографската област Долни Дебър в западното подножие на планината Дешат.

## История
На Етнографската карта на Битолския вилает на Картографския институт в София от 1901 година Суходол е чисто албанско село в Долнодебърската каза на Дебърския санджак със 105 къщи.
След Балканската война в 1913 година селото попада в новосъздадена Албания.
До 2015 година селото е част от община Кастриот.

## Личности
Родени в Соходол
- Агрон Туфа (р. 1967), албански писател